# حزنة (قرية)
حزنة هي قرية قديمة تقع على سفح سلسلة جبال السروات غرب محافظة بلجرشي بمنطقة الباحة، وتعتبر مركز سياسي اقتصادي حيث أنها تربط السراة بتهامة عبر طريق عقبة حزنة التي كان الناس ينزلون منها مشيا على الأقدام، وأصبحت الآن طريق للسيارات، وهي منطقة زراعية خصبة كان يكثر فيها زراعة الحنطة والذرة والدخن والقمح، كما تشتهر بزراعة الفواكه مثل الخوخ والعنب والموز والرمان والمشمش والبرشومي والتين، وأيضا في أصدارها يزرع البن والكادي والحنا وأنواع أخرى كثيرة ويقع في جانبها جبل شاهق يسمى جبل حزنة.

## حدودها
تمتد قرية حزنة بين سراة وتهامة فيحدها في السراة شرقا قرية المصنعة وشمالا قرية المدان خلف جبل حزنة وجزء من قرية الصقاع بين المصنعة والمدان ويحدها جنوبا قرية غيلان ويحدها غربا في تهامة قرى الدخول.

## اقسامها
تنقسم قرية حزنة إلى قسمين رئيسيين:
- قسم السراة (الحجاز) بمحافظة بلجرشي من كبريات قرى المحافظة بها جبل حزنه ووادي حزنه وطريق عقبة الملك عبد الله وسوق بن الوليد ولقمان لوجود قبر قديم يقال انه قبر لقمان الحكيم - غيرمؤكد.

- قسم الإصدار (تهامة) بمحافظة المخواة بها العديد من الاودية التي تمتاز بمحاصيلها ومراعيها.

## جبل حزنة
جبل حزنة هو أعلى قمة في محافظة بلجرشي بمنطقة الباحة المملكة العربية السعودية، ويعتبر من المعالم التي تتميز بها القرية.